# 下館市
下館市（しもだてし）は、かつて茨城県北西部に存在した市。下館都市圏の中核をなしていた。

## 地理

### 隣接していた自治体
- 茨城県
  - 結城市
  - 真壁郡
    - 関城町
    - 明野町
    - 協和町
- 栃木県
  - 小山市
  - 芳賀郡
    - 二宮町

## 歴史
「下館」の地名については諸説あるが、平安時代の940年（天慶3年）に下野押領使の藤原秀郷（俵藤太）が平将門の乱平定のため、上館・中館・下館の三館を築いたことが、その始まりといわれている。平安晩期から鎌倉時代にかけては伊佐氏（常陸伊佐氏）の領地であった。室町時代の1478年（文明10年）頃に、下総・結城氏の家臣、水谷伊勢守勝氏によって下館城が築城される。その後水谷氏が結城家から独立、江戸時代には下館藩の城下町となり、水谷氏に代わって入封した松平頼重（徳川光圀の兄）により水戸城下にならった町割りが行われた。その後真岡木綿や結城紬などを扱う商業の町として発展、「関東の大阪」と呼ばれるまでになった。
1889年（明治22年）の町制施行時に、城下の区域を以て真壁郡下館町が成立。明治から大正にかけ、下館駅に水戸鉄道（現JR水戸線）、真岡軽便線（現真岡鐵道真岡線）、常総鉄道（現関東鉄道常総線）が相次いで開業し、交通の要衝となった。1954年（昭和29年）、いわゆる昭和の大合併で五所村、中村、河間村、大田村、嘉田生崎村の周辺5村を編入して市制施行し下館市が誕生、のちに伊讃村、養蚕村、竹島村を編入した。
平成の大合併では、2005年（平成17年）に下館市は関城町、明野町、協和町との合併により筑西市となる。市内に「下館」のつく大字・小字名がなく、また新設もされなかったため、1000年以上の歴史を持つ「下館」の地名はこれにより消滅することになった。

### 年表
- 781年 - 藤原魚名が奥州勢に備え三つの館（上館、中館、下館）を築いたとされる（下館の地名のおこり）。
  - 当時は上館が本館とされる。上館の地にはのちに久下田城が築城され、中館はのちに伊佐城の礎となったとされる。
- 940年 - 平将門の乱で、平将門平定のため藤原秀郷らが上館・中館・下館にて陣を敷く。
  - 秀郷は魚名の子孫。秀郷が三館を築いたとの説もある。
- 1111年 - 藤原実宗が常陸介に任じられ伊佐郡に住まい、伊佐氏（常陸伊佐氏）を名乗る（のちの伊達氏の祖という）。
  - 鎌倉期には当時常陸国で活動していた親鸞の影響を受け、その弟子により光徳寺、最勝寺といった現在も続く寺が建てられた。
- 1478年 - 水谷勝氏が結城氏広から下館領を与えられ、下館城築城。水谷氏による治世がその後4代続く。
  - 江戸期はおおむね下館藩の城下町として推移（一時天領となった時期もある）。
  - 江戸期後半の130年間は石川氏による治世が続き、真岡木綿の集散地として、また商人の町として発展。
- 1742年 - 与謝蕪村が下館の中村風篁を訪ね、中村家に滞在（現在中村家は「中村美術サロン」を運営）。
- 天保期 - 天保の大飢饉に見舞われる。
- 1851年 - 石川総貨が真岡より二宮尊徳を招聘。下館領内五所宮（現・筑西市五所宮）にて仕法させるなど藩政改革に着手。
- 1871年（明治4年）7月14日 - 廃藩置県により下館県となる。最後の藩主は石川総管。同年11月14日、茨城県に統合。
- 1878年（明治11年） - 郡区町村編制法により、下館に真壁郡役所が設置される。
- 1884年（明治17年） - 加波山事件。下館からも富松正安ら3名の参加者があった。
- 1889年（明治22年）
  - 1月16日 - 水戸鉄道（現在の水戸線）が開業。下館駅設置。
  - 4月1日 - 町制施行し下館町が発足[2]。
  - 明治30年代になると足袋底織が発達。
- 1912年（明治45年）4月1日 - 真岡軽便線（現在の真岡線）の下館駅 - 真岡駅間が開業。
- 1913年（大正2年）11月1日 - 常総鉄道（現在の常総線）が取手 - 下館間が開業。
- 1915年（大正4年） - この頃に湿地の埋立や耕地整理を行い、鷹場町・田中町・稲荷町などで人口が増加し始める。
  - 昭和10年前後に足袋底織の最盛期を迎える（年間24万反あまりを生産したという）。戦後まで全国市場をほぼ独占していた。
- 1939年（昭和14年） - 大田村に陸軍下館飛行場建設。
- 1940年（昭和15年）5月15日 - 映画館から出火。家屋100戸（134棟）全焼。死者2名、負傷者6名[3]。
- 1949年（昭和24年）6月1日 - 下館電報電話局設立。
- 1951年（昭和26年）4月1日 - 下館町と伊讃村が合併し、新たな下館町が発足。
- 1953年（昭和28年）5月18日 - 国道122号（現在の国道50号）が制定。
- 1954年（昭和29年）
  - 2月1日 - 下館町が竹島村・養蚕村を編入。
  - 3月15日 - 下館町が五所村・中村・河間村・大田村・嘉田生崎村を編入、市制施行。下館市となる。県内では、同日に結城市も市制施行。
- 1956年（昭和31年）4月21日 - 鷹場町の大火。83世帯を焼失。
- 1959年（昭和34年） - 下館第一高等学校が第41回全国高等学校野球選手権大会（夏の甲子園）に出場する。
- 1970年（昭和45年）4月1日 - 国道294号が制定。
- 1987年（昭和62年） - 台風10号により小貝川が氾濫し市域一帯で大洪水となる。
- 1989年（平成元年） - 前々年の小貝川氾濫で浸水被害の大きかった3地区の集団移転地の盛土が完了（現在の旭ケ丘）。
- 1991年（平成3年）5月 - 下館駅前再開発事業として、京成ストア跡地に下館SPICA建設、核テナントとして下館サティが入居。
- 1991年（平成3年）5月24日 - 新字名として、大字旭ヶ丘（旧・大字嘉家佐和の一部）を新設[4]。
- 1995年（平成7年）3月23日 - 常総バイパスが開通。
- 2000年（平成12年） - 土地区画整理事業により、みどり町1,2丁目（旧・乙、菅谷、一本松の各一部）を設定[5]。
- 2002年（平成14年）8月 - 下館サティ閉店。下館SPICA閉鎖。以後も核テナントの開業・撤退を繰り返す。
- 2002年（平成14年） - 土地区画整理事業により、下岡崎1〜3丁目（旧大字下岡崎、二木成、下中山、西榎生の各一部）、榎生1丁目（旧大字下岡崎、下中山、東榎生、西榎生の各一部）を設定[6]。
- 2005年3月28日 - 真壁郡関城町・明野町・協和町と合併して筑西市となる。合併後の人口は約11万5000人。

### 行政区域変遷
- 変遷の年表

| 下館市市域の変遷（年表） | 下館市市域の変遷（年表） | 下館市市域の変遷（年表） |
| 年                       | 月日                     | 旧下館市市域に関連する行政区域変遷 |
| ------------------------ | ------------------------ | --- |
| 1889年（明治22年）       | 4月1日                   | 町村制施行に伴い、以下の村がそれぞれ発足。 - 下館町 ← 下館城下単独で町制施行 - 伊讃村 ← 菅谷村・飯島村・外塚村・西谷貝村・神分村・西大島村・石原田村・笹塚村・小川村・下平塚村・ 栗島村・岡芹村・谷中村・伊佐山村・下川島村・女方村・九蔵新田村 - 竹島村 ← 稲野辺村・小林村・川澄村・高島村・横島村・市野辺村・金丸村・直井村 - 養蚕村 ← 養蚕村 ← 蕨村・成田村・島村・塚原村・上川中子村・下中山村・川連村・茂田村・深見村・徳持村・大塚村 - 五所村 ← 五所宮村・盛添島村・子思議村・小塙村・山崎村・棹ヶ島村・下江連村・西山田村・上平塚村・大谷村・灰塚村 - 中村 ←中館村・谷部村・林村・石塔村・泉村・口戸村・樋口村・折本村・柴山村・筑瀬村 - 河間村 ← 羽方村・国府田村・上中山村・蒔田村・落合村・大関村・八田村・下高田村・奥田村・野村 - 大田村 ← 二木成村・野殿村・下野殿村・玉戸村・西方村・西方町村・布川村 - 嘉田生崎村 ← 嘉家佐和村・飯田村・西石田村・野田村・東榎生村・西榎生村・下岡崎村 |
| 1949年（昭和24年）       |                          | - 大田村の一部（玉戸の一部）は伊讃村に編入。 - 伊讃村の一部（飯島の一部）は大田村に編入。 |
| 1954年（昭和29年）       | 2月1日                   | 養蚕村・竹島村は下館町に編入。 |
| 1954年（昭和29年）       | 3月15日                  | 五所村・中村・河間村・大田村・嘉田生崎村は下館町に編入。 - 同日、下館町は市制施行し、下館市となる。 |
| 1978年（昭和53年）       |                          | - 関城町の一部（関本上中・関本上・関本肥土・船玉・藤ヶ谷の各一部）は下館市に編入。 - 協和町の一部（井出蛯沢・向川澄の各一部）は下館市に編入。 - 下館市の一部（川澄の一部）が協和町に編入。 - 下館市の一部（女方の一部）は関城町に編入。 |
| 1979年（昭和54年）       |                          | - 関城町の一部（舟生の一部）は下館市に編入。 - 旧大田村の一部（野殿の一部）は関城町に編入。 |
| 2005年（平成17年）       | 3月28日                  | 下館市は関城町・明野町・協和町と合併して筑西市が発足。下館市は消滅。 |

- 変遷表

| 下館市市域の変遷表（※細かな境界の変遷は省略） | 下館市市域の変遷表（※細かな境界の変遷は省略） | 下館市市域の変遷表（※細かな境界の変遷は省略） | 下館市市域の変遷表（※細かな境界の変遷は省略） | 下館市市域の変遷表（※細かな境界の変遷は省略） | 下館市市域の変遷表（※細かな境界の変遷は省略） | 下館市市域の変遷表（※細かな境界の変遷は省略） | 下館市市域の変遷表（※細かな境界の変遷は省略） |
| 1868年 以前                                   | 1868年 以前                                   | 明治元年 - 明治22年                           | 明治22年 4月1日                               | 明治22年 - 昭和64年                           | 明治22年 - 昭和64年                           | 平成元年 - 現在                               | 現在                                          |
| --------------------------------------------- | --------------------------------------------- | --------------------------------------------- | --------------------------------------------- | --------------------------------------------- | --------------------------------------------- | --------------------------------------------- | --------------------------------------------- |
|                                               | 下館城下                                      | 明治15年 下館城下                             | 下館町                                        | 昭和26年4月1日 下館町                         | 昭和29年3月15日 市制                          | 平成17年3月28日 筑西市                        | 筑西市                                        |
|                                               | 田中村                                        | 明治15年 下館城下                             | 下館町                                        | 昭和26年4月1日 下館町                         | 昭和29年3月15日 市制                          | 平成17年3月28日 筑西市                        | 筑西市                                        |
|                                               | 西郷谷村                                      | 明治15年 下館城下                             | 下館町                                        | 昭和26年4月1日 下館町                         | 昭和29年3月15日 市制                          | 平成17年3月28日 筑西市                        | 筑西市                                        |
|                                               | 粕礼新田                                      |                                               | 下館町                                        | 昭和26年4月1日 下館町                         | 昭和29年3月15日 市制                          | 平成17年3月28日 筑西市                        | 筑西市                                        |
|                                               | 飯島村                                        | 飯島村                                        | 伊讃村                                        | 昭和26年4月1日 下館町                         | 昭和29年3月15日 市制                          | 平成17年3月28日 筑西市                        | 筑西市                                        |
|                                               | 菅谷村                                        |                                               | 伊讃村                                        | 昭和26年4月1日 下館町                         | 昭和29年3月15日 市制                          | 平成17年3月28日 筑西市                        | 筑西市                                        |
|                                               | 外塚村                                        |                                               | 伊讃村                                        | 昭和26年4月1日 下館町                         | 昭和29年3月15日 市制                          | 平成17年3月28日 筑西市                        | 筑西市                                        |
|                                               | 西谷貝村                                      |                                               | 伊讃村                                        | 昭和26年4月1日 下館町                         | 昭和29年3月15日 市制                          | 平成17年3月28日 筑西市                        | 筑西市                                        |
|                                               | 神分村                                        |                                               | 伊讃村                                        | 昭和26年4月1日 下館町                         | 昭和29年3月15日 市制                          | 平成17年3月28日 筑西市                        | 筑西市                                        |
|                                               | 西大島村                                      |                                               | 伊讃村                                        | 昭和26年4月1日 下館町                         | 昭和29年3月15日 市制                          | 平成17年3月28日 筑西市                        | 筑西市                                        |
|                                               | 石原田村                                      |                                               | 伊讃村                                        | 昭和26年4月1日 下館町                         | 昭和29年3月15日 市制                          | 平成17年3月28日 筑西市                        | 筑西市                                        |
|                                               | 笹塚村                                        |                                               | 伊讃村                                        | 昭和26年4月1日 下館町                         | 昭和29年3月15日 市制                          | 平成17年3月28日 筑西市                        | 筑西市                                        |
|                                               | 小川村                                        |                                               | 伊讃村                                        | 昭和26年4月1日 下館町                         | 昭和29年3月15日 市制                          | 平成17年3月28日 筑西市                        | 筑西市                                        |
|                                               | 下平塚村                                      |                                               | 伊讃村                                        | 昭和26年4月1日 下館町                         | 昭和29年3月15日 市制                          | 平成17年3月28日 筑西市                        | 筑西市                                        |
|                                               | 栗島村                                        |                                               | 伊讃村                                        | 昭和26年4月1日 下館町                         | 昭和29年3月15日 市制                          | 平成17年3月28日 筑西市                        | 筑西市                                        |
|                                               | 岡芹村                                        |                                               | 伊讃村                                        | 昭和26年4月1日 下館町                         | 昭和29年3月15日 市制                          | 平成17年3月28日 筑西市                        | 筑西市                                        |
|                                               | 谷中村                                        |                                               | 伊讃村                                        | 昭和26年4月1日 下館町                         | 昭和29年3月15日 市制                          | 平成17年3月28日 筑西市                        | 筑西市                                        |
|                                               | 伊佐山村                                      |                                               | 伊讃村                                        | 昭和26年4月1日 下館町                         | 昭和29年3月15日 市制                          | 平成17年3月28日 筑西市                        | 筑西市                                        |
|                                               | 下川島村                                      |                                               | 伊讃村                                        | 昭和26年4月1日 下館町                         | 昭和29年3月15日 市制                          | 平成17年3月28日 筑西市                        | 筑西市                                        |
|                                               | 女方村                                        |                                               | 伊讃村                                        | 昭和26年4月1日 下館町                         | 昭和29年3月15日 市制                          | 平成17年3月28日 筑西市                        | 筑西市                                        |
|                                               | 九蔵新田村                                    |                                               | 伊讃村                                        | 昭和26年4月1日 下館町                         | 昭和29年3月15日 市制                          | 平成17年3月28日 筑西市                        | 筑西市                                        |
|                                               | 小林村                                        | 小林村                                        | 竹島村                                        | 昭和29年2月1日 下館町に編入                   | 昭和29年3月15日 市制                          | 平成17年3月28日 筑西市                        | 筑西市                                        |
|                                               | 直井村                                        |                                               | 竹島村                                        | 昭和29年2月1日 下館町に編入                   | 昭和29年3月15日 市制                          | 平成17年3月28日 筑西市                        | 筑西市                                        |
|                                               | 高島村                                        |                                               | 竹島村                                        | 昭和29年2月1日 下館町に編入                   | 昭和29年3月15日 市制                          | 平成17年3月28日 筑西市                        | 筑西市                                        |
|                                               | 市野辺村                                      |                                               | 竹島村                                        | 昭和29年2月1日 下館町に編入                   | 昭和29年3月15日 市制                          | 平成17年3月28日 筑西市                        | 筑西市                                        |
|                                               | 稲野辺村                                      |                                               | 竹島村                                        | 昭和29年2月1日 下館町に編入                   | 昭和29年3月15日 市制                          | 平成17年3月28日 筑西市                        | 筑西市                                        |
|                                               | 金丸村                                        |                                               | 竹島村                                        | 昭和29年2月1日 下館町に編入                   | 昭和29年3月15日 市制                          | 平成17年3月28日 筑西市                        | 筑西市                                        |
|                                               | 川澄村                                        |                                               | 竹島村                                        | 昭和29年2月1日 下館町に編入                   | 昭和29年3月15日 市制                          | 平成17年3月28日 筑西市                        | 筑西市                                        |
|                                               | 成田村                                        | 成田村                                        | 養蚕村                                        | 昭和29年2月1日 下館町に編入                   | 昭和29年3月15日 市制                          | 平成17年3月28日 筑西市                        | 筑西市                                        |
|                                               | 島村                                          |                                               | 養蚕村                                        | 昭和29年2月1日 下館町に編入                   | 昭和29年3月15日 市制                          | 平成17年3月28日 筑西市                        | 筑西市                                        |
|                                               | 蕨村                                          |                                               | 養蚕村                                        | 昭和29年2月1日 下館町に編入                   | 昭和29年3月15日 市制                          | 平成17年3月28日 筑西市                        | 筑西市                                        |
|                                               | 塚原村                                        |                                               | 養蚕村                                        | 昭和29年2月1日 下館町に編入                   | 昭和29年3月15日 市制                          | 平成17年3月28日 筑西市                        | 筑西市                                        |
|                                               | 上川中子村                                    |                                               | 養蚕村                                        | 昭和29年2月1日 下館町に編入                   | 昭和29年3月15日 市制                          | 平成17年3月28日 筑西市                        | 筑西市                                        |
|                                               | 下中山村                                      |                                               | 養蚕村                                        | 昭和29年2月1日 下館町に編入                   | 昭和29年3月15日 市制                          | 平成17年3月28日 筑西市                        | 筑西市                                        |
|                                               | 川連村                                        |                                               | 養蚕村                                        | 昭和29年2月1日 下館町に編入                   | 昭和29年3月15日 市制                          | 平成17年3月28日 筑西市                        | 筑西市                                        |
|                                               | 茂田村                                        |                                               | 養蚕村                                        | 昭和29年2月1日 下館町に編入                   | 昭和29年3月15日 市制                          | 平成17年3月28日 筑西市                        | 筑西市                                        |
|                                               | 徳持村                                        |                                               | 養蚕村                                        | 昭和29年2月1日 下館町に編入                   | 昭和29年3月15日 市制                          | 平成17年3月28日 筑西市                        | 筑西市                                        |
|                                               | 大塚村                                        |                                               | 養蚕村                                        | 昭和29年2月1日 下館町に編入                   | 昭和29年3月15日 市制                          | 平成17年3月28日 筑西市                        | 筑西市                                        |
|                                               | 森添島村                                      | 森添島村                                      | 五所村                                        | 五所村                                        | 昭和29年3月15日 下館町に編入                  | 平成17年3月28日 筑西市                        | 筑西市                                        |
|                                               | 子思議村                                      |                                               | 五所村                                        | 五所村                                        | 昭和29年3月15日 下館町に編入                  | 平成17年3月28日 筑西市                        | 筑西市                                        |
|                                               | 五所宮村                                      |                                               | 五所村                                        | 五所村                                        | 昭和29年3月15日 下館町に編入                  | 平成17年3月28日 筑西市                        | 筑西市                                        |
|                                               | 小塙村                                        |                                               | 五所村                                        | 五所村                                        | 昭和29年3月15日 下館町に編入                  | 平成17年3月28日 筑西市                        | 筑西市                                        |
|                                               | 山崎村                                        |                                               | 五所村                                        | 五所村                                        | 昭和29年3月15日 下館町に編入                  | 平成17年3月28日 筑西市                        | 筑西市                                        |
|                                               | 掉ケ島村                                      |                                               | 五所村                                        | 五所村                                        | 昭和29年3月15日 下館町に編入                  | 平成17年3月28日 筑西市                        | 筑西市                                        |
|                                               | 下江連村                                      |                                               | 五所村                                        | 五所村                                        | 昭和29年3月15日 下館町に編入                  | 平成17年3月28日 筑西市                        | 筑西市                                        |
|                                               | 西山田村                                      |                                               | 五所村                                        | 五所村                                        | 昭和29年3月15日 下館町に編入                  | 平成17年3月28日 筑西市                        | 筑西市                                        |
|                                               | 上平塚村                                      |                                               | 五所村                                        | 五所村                                        | 昭和29年3月15日 下館町に編入                  | 平成17年3月28日 筑西市                        | 筑西市                                        |
|                                               | 大谷村                                        |                                               | 五所村                                        | 五所村                                        | 昭和29年3月15日 下館町に編入                  | 平成17年3月28日 筑西市                        | 筑西市                                        |
|                                               | 灰塚村                                        |                                               | 五所村                                        | 五所村                                        | 昭和29年3月15日 下館町に編入                  | 平成17年3月28日 筑西市                        | 筑西市                                        |
|                                               | 中館村                                        | 中館村                                        | 中村                                          | 中村                                          | 昭和29年3月15日 下館町に編入                  | 平成17年3月28日 筑西市                        | 筑西市                                        |
|                                               | 谷部村                                        |                                               | 中村                                          | 中村                                          | 昭和29年3月15日 下館町に編入                  | 平成17年3月28日 筑西市                        | 筑西市                                        |
|                                               | 林村                                          |                                               | 中村                                          | 中村                                          | 昭和29年3月15日 下館町に編入                  | 平成17年3月28日 筑西市                        | 筑西市                                        |
|                                               | 石塔村                                        |                                               | 中村                                          | 中村                                          | 昭和29年3月15日 下館町に編入                  | 平成17年3月28日 筑西市                        | 筑西市                                        |
|                                               | 泉村                                          |                                               | 中村                                          | 中村                                          | 昭和29年3月15日 下館町に編入                  | 平成17年3月28日 筑西市                        | 筑西市                                        |
|                                               | 口戸村                                        |                                               | 中村                                          | 中村                                          | 昭和29年3月15日 下館町に編入                  | 平成17年3月28日 筑西市                        | 筑西市                                        |
|                                               | 樋口村                                        |                                               | 中村                                          | 中村                                          | 昭和29年3月15日 下館町に編入                  | 平成17年3月28日 筑西市                        | 筑西市                                        |
|                                               | 折本村                                        |                                               | 中村                                          | 中村                                          | 昭和29年3月15日 下館町に編入                  | 平成17年3月28日 筑西市                        | 筑西市                                        |
|                                               | 柴山村                                        |                                               | 中村                                          | 中村                                          | 昭和29年3月15日 下館町に編入                  | 平成17年3月28日 筑西市                        | 筑西市                                        |
|                                               | 筑瀬村                                        |                                               | 中村                                          | 中村                                          | 昭和29年3月15日 下館町に編入                  | 平成17年3月28日 筑西市                        | 筑西市                                        |
|                                               | 国府田村                                      | 国府田村                                      | 河間村                                        | 河間村                                        | 昭和29年3月15日 下館町に編入                  | 平成17年3月28日 筑西市                        | 筑西市                                        |
|                                               | 上中山村                                      |                                               | 河間村                                        | 河間村                                        | 昭和29年3月15日 下館町に編入                  | 平成17年3月28日 筑西市                        | 筑西市                                        |
|                                               | 蒔田村                                        |                                               | 河間村                                        | 河間村                                        | 昭和29年3月15日 下館町に編入                  | 平成17年3月28日 筑西市                        | 筑西市                                        |
|                                               | 落合村                                        |                                               | 河間村                                        | 河間村                                        | 昭和29年3月15日 下館町に編入                  | 平成17年3月28日 筑西市                        | 筑西市                                        |
|                                               | 北大関村                                      | 明治11年 大関村                               | 河間村                                        | 河間村                                        | 昭和29年3月15日 下館町に編入                  | 平成17年3月28日 筑西市                        | 筑西市                                        |
|                                               | 南大関村                                      | 明治11年 大関村                               | 河間村                                        | 河間村                                        | 昭和29年3月15日 下館町に編入                  | 平成17年3月28日 筑西市                        | 筑西市                                        |
|                                               | 八田村                                        |                                               | 河間村                                        | 河間村                                        | 昭和29年3月15日 下館町に編入                  | 平成17年3月28日 筑西市                        | 筑西市                                        |
|                                               | 下高田村                                      |                                               | 河間村                                        | 河間村                                        | 昭和29年3月15日 下館町に編入                  | 平成17年3月28日 筑西市                        | 筑西市                                        |
|                                               | 羽方村                                        |                                               | 河間村                                        | 河間村                                        | 昭和29年3月15日 下館町に編入                  | 平成17年3月28日 筑西市                        | 筑西市                                        |
|                                               | 奥田新田村                                    | 明治18年 奥田村                               | 河間村                                        | 河間村                                        | 昭和29年3月15日 下館町に編入                  | 平成17年3月28日 筑西市                        | 筑西市                                        |
|                                               | 野村                                          |                                               | 河間村                                        | 河間村                                        | 昭和29年3月15日 下館町に編入                  | 平成17年3月28日 筑西市                        | 筑西市                                        |
|                                               | 二木成村                                      | 二木成村                                      | 大田村                                        | 大田村                                        | 昭和29年3月15日 下館町に編入                  | 平成17年3月28日 筑西市                        | 筑西市                                        |
|                                               | 野殿村                                        |                                               | 大田村                                        | 大田村                                        | 昭和29年3月15日 下館町に編入                  | 平成17年3月28日 筑西市                        | 筑西市                                        |
|                                               | 下野殿村                                      |                                               | 大田村                                        | 大田村                                        | 昭和29年3月15日 下館町に編入                  | 平成17年3月28日 筑西市                        | 筑西市                                        |
|                                               | 玉戸村                                        |                                               | 大田村                                        | 大田村                                        | 昭和29年3月15日 下館町に編入                  | 平成17年3月28日 筑西市                        | 筑西市                                        |
|                                               | 西方村                                        |                                               | 大田村                                        | 大田村                                        | 昭和29年3月15日 下館町に編入                  | 平成17年3月28日 筑西市                        | 筑西市                                        |
|                                               | 西方町村                                      |                                               | 大田村                                        | 大田村                                        | 昭和29年3月15日 下館町に編入                  | 平成17年3月28日 筑西市                        | 筑西市                                        |
|                                               | 布川村                                        |                                               | 大田村                                        | 大田村                                        | 昭和29年3月15日 下館町に編入                  | 平成17年3月28日 筑西市                        | 筑西市                                        |
|                                               | 嘉家佐和村                                    | 嘉家佐和村                                    | 嘉田生崎村                                    | 嘉田生崎村                                    | 昭和29年3月15日 下館町に編入                  | 平成17年3月28日 筑西市                        | 筑西市                                        |
|                                               | 飯田村                                        |                                               | 嘉田生崎村                                    | 嘉田生崎村                                    | 昭和29年3月15日 下館町に編入                  | 平成17年3月28日 筑西市                        | 筑西市                                        |
|                                               | 西石田村                                      |                                               | 嘉田生崎村                                    | 嘉田生崎村                                    | 昭和29年3月15日 下館町に編入                  | 平成17年3月28日 筑西市                        | 筑西市                                        |
|                                               | 野田村                                        |                                               | 嘉田生崎村                                    | 嘉田生崎村                                    | 昭和29年3月15日 下館町に編入                  | 平成17年3月28日 筑西市                        | 筑西市                                        |
|                                               | 東榎生村                                      |                                               | 嘉田生崎村                                    | 嘉田生崎村                                    | 昭和29年3月15日 下館町に編入                  | 平成17年3月28日 筑西市                        | 筑西市                                        |
|                                               | 西榎生村                                      |                                               | 嘉田生崎村                                    | 嘉田生崎村                                    | 昭和29年3月15日 下館町に編入                  | 平成17年3月28日 筑西市                        | 筑西市                                        |
|                                               | 下岡崎村                                      |                                               | 嘉田生崎村                                    | 嘉田生崎村                                    | 昭和29年3月15日 下館町に編入                  | 平成17年3月28日 筑西市                        | 筑西市                                        |

## 地域
- JR水戸線・関東鉄道常総線・真岡鐵道真岡線の三線が乗り入れるターミナル駅の下館駅の北部が中心市街地。住居表示で言えば、甲・乙・丙の三地区および周辺地区が含まれる。「甲乙丙」の三地区は明治期の旧・下館町にあたり、「旧市内」或いは単に「下館地区」と呼ばれる。かつて下館の商人たちは「下館商人」と呼ばれ、彼らの力により町の整備が進み「関東の大阪」と呼ばれる商都として隆盛を極めた。

### 下館地区の通称町名
旧市内は「甲乙丙」の住所表記とは別に、通称としての町名が存在する。自治会や子供会は町単位で設置され、下館祇園祭では各町ごとに神輿を出し、地区運動会では町対抗競技が行われる。またどの町にも「児童館」があり、子供会の行事からカラオケ大会まで老若男女を問わない町の集会所となっている。行政上の正式な住所表記ではないのだが、「甲乙丙」は旧市内を便宜的に3地域に分けたもの（地番も甲乙丙通しで振られている）に過ぎないため、旧市内においては甲乙丙よりも町名が親しまれており、字名（甲・乙・丙）を通称町名と併記する場合は、町名を先に書く習慣がある。
（例「下館市本城町甲x番地」…「本城町」は「甲」の中にある町の1つであるが、「甲本城町x番地」と書くことは無い。郵便物は「本城町x番地」「本城町甲x番地」「甲x番地」のいずれでも届く。行政上の住所では「下館市甲x番地」と町名を省く。）
- 合併で誕生した筑西市は住所を文字通りそのまま引き継いだため、行政上の住所は「筑西市甲x番地」と「下館」が全く入らないものになったが、「筑西市本城町甲x番地」と町名を使う習慣はそのまま引き継がれている。

下館地区の通称町名一覧（五十音順）
通称町名はあくまで「通称」であり、その境界は厳格に定められているわけではない。概ねその家や店がどの町の自治会に入っているかや、伝統的な暗黙の境界線によるところが大きいので、町の境界線は住民自身も把握しきれないほど曖昧で複雑だが、基本的に変わることはなく、代々受け継がれる。また、町が甲乙丙の区分に跨ることはほとんど無いが、必ずしも合致しているわけではない。
（例：田中町の場合、JR下館駅は「田中町乙」、スピカビルは「田中町丙」。）
| 町名     | よみがな       | 所属   | 備考                 |
| -------- | -------------- | ------ | -------------------- |
| 旭町     | あさひちょう   | 甲     |                      |
| 東町     | あずまちょう   | 乙・丙 | またがっている町名   |
| 荒町     | あらまち       | 乙     |                      |
| 泉町     | いずみちょう   | 乙     |                      |
| 稲荷町   | いなりちょう   | 丙     |                      |
| 大町     | おおまち       | 甲     | 一・二・三丁目がある |
| 春日町   | かすがちょう   | 丙     |                      |
| 金井町   | かないちょう   | 甲     |                      |
| 栄町     | さかえちょう   | 乙     |                      |
| 桜町     | さくらまち     | 丙     |                      |
| 十軒町   | じっけんまち   | 甲     |                      |
| 新花町   | しんはなちょう | 乙     |                      |
| 末広町   | すえひろちょう | 丙     |                      |
| 鷹場町   | たかばちょう   | 丙     |                      |
| 田中町   | たなかちょう   | 乙・丙 | またがっている町名   |
| 田町     | たまち         | 甲     |                      |
| 西町     | にしまち       | 甲     | 一・二・三丁目がある |
| 根岸町   | ねぎしちょう   | 甲     |                      |
| 富士見町 | ふじみちょう   | 乙     |                      |
| 南町     | みなみちょう   | 乙     |                      |
| 本城町   | もとしろちょう | 甲     |                      |
| 薬師町   | やくしまち     | 甲     |                      |

### 下館都市圏
一般的な都市圏の定義については都市圏を参照。

#### 「10%都市圏」（通勤圏）
- 下館市を中心市とする都市雇用圏（10%通勤圏）の人口は9万8261人（2000年国勢調査基準）。
- 中心DID（人口集中地区）人口は1万2929人（2000年）。

#### 都市圏の変遷
都市雇用圏（10%通勤圏）の変遷
| 自治体('80) | 1980年                | 1990年                | 1995年                | 2000年               | 自治体('06) |
| 下館市      | 下館都市圏 11万0843人 | 下館都市圏 11万7699人 | 下館都市圏 11万8078人 | 下館都市圏 9万8261人 | 筑西市      |
| 関城町      | 下館都市圏 11万0843人 | 下館都市圏 11万7699人 | 下館都市圏 11万8078人 | 下館都市圏 9万8261人 | 筑西市      |
| 協和町      | 下館都市圏 11万0843人 | 下館都市圏 11万7699人 | 下館都市圏 11万8078人 | 下館都市圏 9万8261人 | 筑西市      |
| 明野町      | 下館都市圏 11万0843人 | 下館都市圏 11万7699人 | 下館都市圏 11万8078人 | つくば都市圏         | 筑西市      |

- 2005年3月28日 下館市、真壁郡関城町、真壁郡明野町、真壁郡協和町が合併し筑西市となる。

## 行政

### 歴代市長
特記なき場合『日本の歴代市長 : 市制施行百年の歩み』などによる。
| 代 | 氏名     | 就任                       | 退任                       | 備考       |
| -- | -------- | -------------------------- | -------------------------- | ---------- |
| 1  | 秋山源吉 | 1954年（昭和29年）3月15日  | 1955年（昭和30年）4月14日  | 旧下館町長 |
| 2  | 菊池豊   | 1955年（昭和30年）5月13日  | 1956年（昭和31年）9月30日  |            |
| 3  | 松岡龍雄 | 1956年（昭和31年）11月15日 | 1972年（昭和47年）11月14日 |            |
| 4  | 下條正雄 | 1972年（昭和47年）11月15日 | 1976年（昭和51年）11月14日 |            |
| 5  | 浜野正   | 1976年（昭和51年）11月15日 | 1992年（平成4年）11月14日  |            |
| 6  | 鈴木良一 | 1992年（平成4年）11月15日  | 1996年（平成8年）11月14日  |            |
| 7  | 冨山省三 | 1996年（平成8年）11月15日  | 2005年（平成17年）3月27日  | 廃止       |

## 教育

### 高等学校
- 茨城県立下館第一高等学校
- 茨城県立下館第二高等学校
- 茨城県立下館工業高等学校

## 交通

### 鉄道
- 東日本旅客鉄道（JR東日本）
  - ■水戸線
    - 下館駅 - 玉戸駅 - 川島駅
- 関東鉄道
  - ■常総線
    - 下館駅 - 大田郷駅
- 真岡鐵道
  - ■真岡線
    - 下館駅 - 下館二高前駅 - 折本駅 - ひぐち駅

かつてはバスも走っていた。

### 道路
- 一般国道
  - 国道50号
  - 国道294号
  - 国道408号（国道294号と重複区間となっている）
- 主要地方道
  - 茨城県道7号石岡下館線
  - 茨城県道14号下館つくば線
  - 茨城県道23号下館三和線

- 一般県道
  - 茨城県道204号結城二宮線
  - 茨城県道207号高田下館線
  - 茨城県道216号岩瀬二宮線
  - 茨城県道303号舟玉川島停車場線
  - 茨城県道304号小川川島停車場線
  - 茨城県道305号下館停車場線
  - 茨城県道306号下館停車場荒線
  - 茨城県道316号真岡下館線
  - 茨城県道357号谷和原下館線
  - 茨城県道336号太田郷停車場線

## 施設

### 公共施設
- 下館市立図書館（現在の筑西市立中央図書館）
- 下館警察署（現在の筑西警察署）
- 下館税務署
- 下館保健所（現在の筑西保健所）
- 下館公証役場

### 娯楽施設
- 下館シネマ1 - 映画館
- 下館シネマズシアター - 複合映画館
  - 下館映画劇場・下館ミラノ座・下館オスカーの3スクリーン

## 出身著名人

### 歴史上の人物
- 石川重之 - 最後の下館藩主石川総管の長男で、子爵
- 常陸入道念西 - 伊達氏の祖
- 水谷正村（水谷蟠竜斎） - 戦国武将・下館城主
- 渋谷伊予作 - 下館藩士。後に脱藩し天誅組に合流。
- 富松正安 - 自由民権運動家。金井町にあった有為館館長を務めた。

### 経済人
- 関彰 - 関彰商事株式会社創業者、名誉市民（合併に伴い、現在は筑西市名誉市民）[10]

### 文化人
- 板谷波山 - 陶芸家、文化勲章受章、名誉市民[10]
- 森田茂 - 洋画家、文化勲章受章、名誉市民[10]
- 飯泉俊夫 - 洋画家
- 飯野農夫也 - 木版画家
- 中丸三千繪 - オペラ歌手（マリア・カラス賞受賞）
- 中嶋博行 - 小説家（江戸川乱歩賞受賞）
- 吉川潮 - 作家

### 芸能人
- 鉄炮塚葉子 - 声優
- マギー司郎 - 手品師・タレント

### スポーツ選手
- 片山晋呉 - プロゴルファー
- 田宮謙次郎 - プロ野球選手（阪神、大毎）
- 渡辺秀一 - プロ野球選手（ダイエー）
- 小山田保裕 - プロ野球選手（広島）
- 上ヶ汐福治郎 - 力士